# Fritjof Capra
Pour les articles homonymes, voir Capra (homonymie).
Fritjof Capra (né le 1er février 1939) est un physicien américain né autrichien, connu par son livre Le Tao de la physique (1975) qui est à l'origine du développement d'un courant littéraire et pseudo-scientifique tenant du mysticisme quantique.
Selon Jacques Languirand, Fritjof Capra est, par son ouvrage Le Tao de la physique, l'un des physiciens ayant contribué à familiariser le grand public avec le langage de la physique moderne et en particulier avec l'idée d'un rapprochement entre la vision mystique et la vision de la physique. Par la suite, avec Le temps du changement, il s'est intéressé à la santé et à l'écologie.
Il vit actuellement[Quand ?] à Berkeley (Californie) où il a créé le « Center for Ecoliteracy ».

### Œuvres
- Le Tao de la physique [« The Tao of Physics (1975) »], Sand, 2004, 354 p. (ISBN 978-2-7107-0713-4)1ère éd. : Tchou, 1979
- Le Temps du changement : science, société et nouvelle culture [« The Turning Point (1982) »], Le Rocher, 1994, 406 p. (ISBN 978-2-268-01655-9)
- Sagesse des sages [« Uncommon Wisdom (1988) »], Le Rocher, 1988, 330 p. (ISBN 978-2-7144-2248-4)
- La Toile de la vie : Une nouvelle interprétation scientifique des systèmes vivants [« The Web of Life (1997) »], Le Rocher, 2003, 370 p. (ISBN 978-2-268-04621-1)
- Les Connexions invisibles : une approche systémique du développement durable [« The Hidden Connections: A Science for Sustainable Living (2002) »], Le Rocher, 2004, 339 p. (ISBN 978-2-268-05079-9)
- Léonard de Vinci, homme de sciences [« The science of Leonardo (2007) »] (trad. de l'anglais), Arles, Actes Sud, 2010, 288 p. (ISBN 978-2-7427-8960-3)Une nouvelle approche des travaux de Léonard de Vinci.

### Études
- Tom Butler-Bowdon, 50 classiques de la spiritualité (2005), trad., Le Jour, Montréal, Canada, 2008.